# Helicoön macrosporum
Helicoön macrosporum är en svampart som tillhör divisionen sporsäcksvampar, och som beskrevs av Hubertus Antonius van der Aa och Samson. Helicoön macrosporum ingår i släktet Helicoön, och familjen Tubeufiaceae. Arten är reproducerande i Sverige.